# Sint-Katelijnekerk (Mechelen)
De Sint-Katelijnekerk of Catharinakerk in de Belgische stad Mechelen werd in de eerste helft van de 14e eeuw in gotische stijl gebouwd. De kerk bestond oorspronkelijk uit een driebeukige kruisbeuk met een vierkante toren op de viering. Later zijn de Sint-Antoniuskapel en de Sint-Jozefskapel toegevoegd aan het gebouw (17e eeuw). De kerk is met eenvoudige materialen gebouwd als teken van spaarzaamheid. Bijvoorbeeld met een houten gewelf, in plaats van een duurder stenen dakgewelf.
Oorspronkelijk was de kerk rijkelijk versierd, maar bij restauraties in de 19de eeuw is het interieur veel soberder gemaakt. Deze zijn uitgevoerd onder leiding van Philippe Van Boxmeer.
Een zeldzaamheid is het apart verborgen kinderlijkenhuisje, een kleine aanbouw aan de zuidzijde, toegankelijk via een deur in de zijbeuk. Op die manier kon aan doodgeboren kinderen toch een passend afscheid geboden worden, nog voordat dit in de wetgeving was voorzien.
Sinds 25 maart 1938 is de kerk erkend als monument.
De misvieringen worden er sinds 2006 opgedragen in het aramees, de oorspronkelijke taal van Jezus Christus. Dit is volgens de liturgie van de Chaldeeuwse Katholieke Kerk uit het oosten.

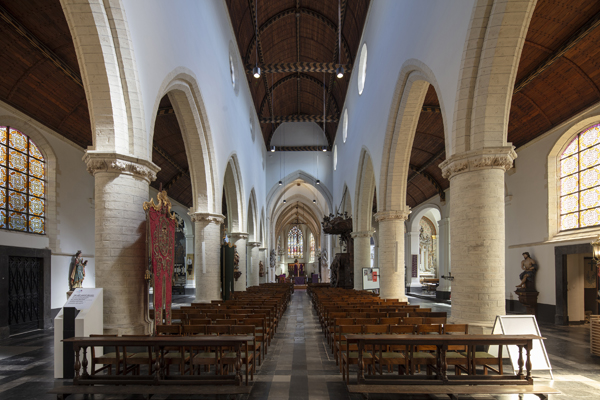
Interieur (2025)
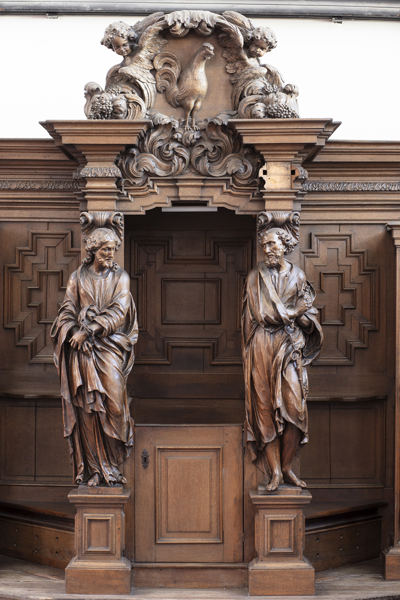
Biechtstoel (door Nicolaas van der Veken)
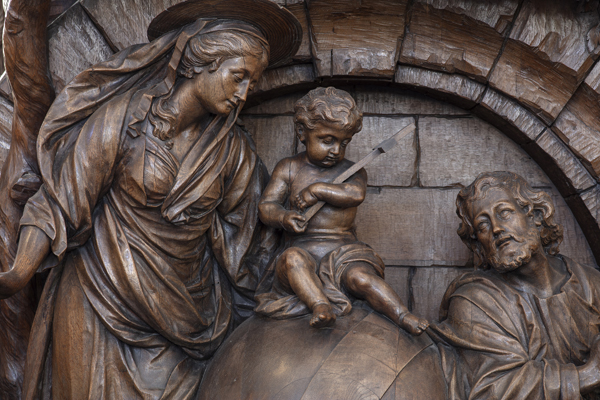
Preekstoel (detail)